# Distretto di Qiaotou
Il distretto di Qiaotou (橋頭區S, Qiáotóu QūP) è un distretto della municipalità di Kaohsiung, situata a Taiwan.